# 안동소방서
안동소방서(安東消防署, Andong Fire Station)는 경상북도 안동시,영양군을 관할하는 경상북도 소방본부 산하의 소방서이다.
소방서장은 소방정으로 보한다.

## 연혁
- 1965년 9월 18일: 안동소방서 개서
- 1979년 8월 17일: 영주소방서 분리
- 1999년 12월 17일: 현재 청사로 이전
- 2005년 4월 12일: 의성소방서 분리
- 2022년 7월 1일: 청송소방서 분리

## 조직
| - 소방행정과 - 소방행정팀 - 예산장비팀 | - 예방안전과 - 예방홍보팀 - 시설지도팀 | - 대응구조구급과 - 대응총괄팀 - 구조구급팀 - 대응1·2·3팀 |

## 관할센터 및 관할구역
안동소방서는 5개의 119안전센터와 1개의 구조구급센터, 1개의 구조대를 산하에 두고 있다.
| 명칭                       | 사진 | 주소                          | 관할구역                                                      | 지역대                                  |
| -------------------------- | ---- | ----------------------------- | ------------------------------------------------------------- | --------------------------------------- |
| 법흥119안전센터            |      | 안동시 육사로 301             | 안동시 강남동, 안기동, 평화동, 태화동, 서구동, 명륜동, 중구동 |                                         |
| 용상119안전센터            |      | 안동시 마들6길 27             | 안동시 용상동, 임동면, 임하면, 길안면, 남선면                 | 길안119지역대 임동119지역대(폐쇄)       |
| 풍산119안전센터            |      | 안동시 풍산읍 풍산태사로 1162 | 안동시 풍산읍, 일직면, 남후면                                 |                                         |
| 옥동119안전센터            |      | 안동시 광명로 85              | 안동시 옥동, 송하동, 서후면, 북후면                           |                                         |
| 도산119안전센터            |      | 안동시 도산면 퇴계로 2171     | 안동시 도산면, 와룡면, 예안면, 녹전면                         | 녹전119지역대(폐쇄) 예안119지역대(폐쇄) |
| 안동소방서 119구조구급센터 |      | 안동시 육사로 301             | 경상북도 안동시, 영양군 일원                                  |                                         |
| 안동소방서 수난119구조대   |      | 안동시 석주로 497             | 안동댐 일원                                                   |                                         |

## 사건사고
- 2011년 12월 30일 구급활동 도중 1명이 순직하였다.[6]

## 같이 보기
- 대한민국 소방청
- 대한민국의 소방
- 소방관 계급